# Sorihuela
Sorihuela – gmina w Hiszpanii, w prowincji Salamanka, w Kastylii i León, o powierzchni 20,5 km². W 2011 roku gmina liczyła 312 mieszkańców.